# Гуардамар-дель-Сегура
Гуардама́р-дель-Сегу́ра (исп. Guardamar del Segura) — населённый пункт и муниципалитет в Испании, входит в провинцию Аликанте в составе автономного сообщества Валенсия. Расположен при впадении реки Сегура в Средиземное море. Муниципалитет находится в составе комарки Вега-Баха-дель-Сегура. Занимает площадь 35,58 км². Расстояние до административного центра провинции — 35 км.

## Население
| Год  | Численность | Численность   |
| ---- | ----------- | ------------- |
| 2001 | 9944        | [ 2 ]         |
| 2002 | 10 732      | [ 3 ]         |
| 2003 | 11 587      | [ 4 ]         |
| 2004 | 12 215      | [ 5 ]         |
| 2005 | 13 122      | [ 6 ]         |
| 2006 | 14 261      | [ 7 ]         |
| 2007 | 15 132      | [ 8 ]         |
| 2008 | 15 951      | [ 9 ]         |
| 2009 | 16 329      | [ 10 ]        |
| 2010 | 16 423      | [ 11 ]        |
| 2011 | 16 863      | [ 12 ]        |
| 2012 | 17 138      | [ 13 ]        |
| 2013 | 16 957      | [ 14 ]        |
| 2014 | 15 599      | [ 15 ]        |
| 2015 | 15 589      | [ 16 ]        |
| 2016 | 15 386      | [ 17 ]        |
| 2017 | 14 716      | [ 18 ]        |
| 2018 | 15 058      | [ 19 ] [ 20 ] |
| 2019 | 15 348      | [ 21 ]        |
| 2020 | 15 849      | [ 22 ]        |
| 2021 | 15 983      | [ 23 ]        |
| 2022 | 16 138      | [ 24 ]        |
| 2023 | 17 328      | [ 25 ]        |
| 2024 | 18 111      | [ 1 ]         |

## Пляжи
В черте города имеется 11 км широких песчаных пляжей, ряду из которых присвоены «голубые флаги». Пляжи, в основном, расположены южнее впадения Сегуры и только один, нудистский, Тоссалс, севернее устья Сегуры. На пляжах вы сможете найти штабы спасателей, центральный и главный штаб спасателей находится напротив улицы Рамона-и-Кахаля. Над ним расположены два флагштока. Обычно на них висят три фага — голубой флаг (о котором сказано выше), спасательский и флаг уровня моря (красный — «купаться запрещено», жёлтый — «будьте осторожны», зелёный — «вам не грозит ни малейшей опасности»).

## Гуардамар-дель-Сегура — южный «форпост»валенсийского наречия
Гуардамар-дель-Сегура является самым южным населённым пунктом автономного сообщества Валенсия, где часть коренного населения использует в быту и/или понимает валенсийский диалект (валенсийское наречие или «валенсиано»), а точнее — его алаканский субдиалект. По данным переписи населения 1991 года, 41,8% населения Гуардамара-дель-Сегура могли говорить на валенсийском диалекте, и только 20,5% населения понимали письменный текст. К 2015 году осталось говорящим на валенсийском диалекте только 15% населения.

## Фотографии
- Дюны Гуардамара
- Замок Гуардамар-дель-Сегура
- Городской совет Гуардамар-дель-Сегура
- Дама из Гуардамара